# غار تنگ پیر چوپان ۲
غار تنگ پیر چوپان ۲ مربوط به دوران پارینه‌سنگی جدید و دوران فرادیرینه‌سنگی است و در شهرستان پاسارگاد، بخش مرکزی، دهستان کمین، جنوب شرقی روستای علی رسیده، تنگ پیر چوپان واقع شده و این اثر در تاریخ ۲۶ اسفند ۱۳۸۶ با شمارهٔ ثبت ۲۱۹۰۱ به‌عنوان یکی از آثار ملی ایران به ثبت رسیده است.